# Bucerdea Grânoasă
Bucerdea Grânoasă  (in tedesco Botschard, in ungherese Búzásbocsárd) è un comune della Romania di 2 357 abitanti, ubicato nel distretto di Alba, nella regione storica della Transilvania.
Di rilievo la presenza di una chiesa protestante riformata risalente al XVI secolo.

## Storia
La località è piuttosto antica e viene citata per la prima volta in un documento del 1303 con i nomi ungherese Búzásbocsárd e tedesco Botschard; l'appellativo Grânoasă venne aggiunto più tardi, essendo la località divenuta un importante mercato del grano.
Il comune fu istituito nel 2006 (legge n. 109 del 27 aprile 2006) unendo 4 villaggi già appartenenti al comune di Crăciunelu de Jos: Bucerdea Grânoasă, Cornu, Pădure, Pânca.